# Alfabeto paleo-ebraico
L'alfabeto ebraico (Ebraico: הכתב העברי הקדום) è il sistema di scrittura Biblica in uso nei regni di Israele e di Giuda. La presenza della lingua ebraica è attestata sin dal X secolo a.C. Prima di questo periodo l'ebraico, il fenicio e gli altri dialetti cananei erano in larga misura indistinguibili. L'alfabeto paleo-ebraico è un abjad di 22 lettere consonantiche derivato dall'alfabeto proto-sinaitico, che era in uso durante la tarda età del bronzo. Il conio del termine "Alfabeto paleo-ebraico" è da attribuire a Solomon Birnbaum.
Le prime iscrizioni in ebraico a noi pervenute sono datate al X secolo a.C. A partire dal V secolo a.C., presso gli ebrei, questo alfabeto era stato in gran parte rimpiazzato dall'alfabeto aramaico (esso stesso derivato dall'alfabeto proto-sinaitico), nella versione usata nell'impero persiano. La variante quadrata, alla base dell'alfabeto ebraico moderno, si sviluppò a partire dall'alfabeto aramaico intorno al III secolo (nonostante per la forma di alcune lettere non esistesse uno standard fino al I secolo a.C.). Al contrario l'alfabeto samaritano è un discendente diretto dell'alfabeto ebraico. Inoltre, in certi contesti religiosi (in particolare in alcune sezioni dei manoscritti del mar morto), l'uso dell’ebraico biblico è attestato fino al I secolo a.C.

## Storia

### Origini
L'alfabeto paleo-ebraico e quello fenicio si svilupparono dall'alfabeto proto-sinaitico nel periodo successivo al collasso dell'età del bronzo.

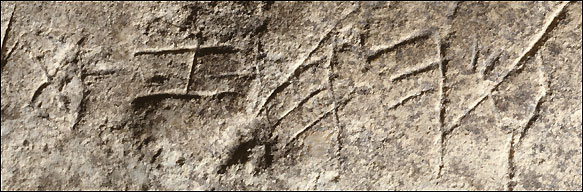
Una sezione della pietra di Zayit, X secolo a.C.: (da destra a sinistra) le lettere waw, he, het, zayin, tet

Il primo esempio a noi noto di scrittura in paleo-ebraico è la pietra di Zayit, un abecedario rinvenuto nel 2005 su un muro a Tel Zayit, nella valle di Beth Guvrin (circa 50 km a sud-est di Gerusalemme). La pietra, che pesa intorno ai 17 kg e ha la forma di una scodella, presenta su uno dei lati un'incisione raffigurante tutte e 22 le lettere dell'alfabeto. Il reperto è fatto risalire alla metà del X secolo a.C. Altre testimonianze probabilmente coeve, ma sulle cui datazioni ci sono alcuni dubbi, sono il calendario di Gezer e l'iscrizione di Ophel.
Tutte queste incisioni sono un esempio di una prima versione dell'alfabeto paleo-ebraico e sono ancora quasi identiche alle iscrizioni in alfabeto fenicio sul sarcofago di Ahiram. A partire dall'VIII secolo alcune caratteristiche regionali inizieranno a farsi più marcate e a dare vita ai vari alfabeti nazionali, come l'israelita (Israele e Giuda), il moabita (Moab e Ammon), l'edomita, il fenicio e l'aramaico.
Dall'VIII secolo in poi le epigrafi in paleo-ebraico diventano più comuni, testimoniando una maggior diffusione dell'alfabetizzazione nel regno di Israele e nel regno di Giuda. Le parti più antiche della Tanakh, sebbene giunte a noi nelle forme revisionate durante il periodo del Secondo Tempio, vengono fatte risalire a loro volta a questo periodo.

### Uso nei regni israelitici
Durante l'VIII e il VII secolo a.C. nei regni di Israele e di Giuda l'alfabeto paleo-ebraico era d'uso comune. Tuttavia nel corso del VI secolo, il periodo dell'esilio babilonese, esso venne gradualmente sostituito dall'alfabeto aramaico imperiale. Durante il periodo del Secondo Tempio, alle lettere di quest'ultimo furono date forme caratteristiche per la scrittura dell'ebraico, dando origine alla forma quadrata dei caratteri dell'alfabeto ebraico attuale.
I Samaritani, che erano rimasti nella terra di Israele, continuarono invece a usare la loro variante dell'alfabeto paleo-ebraico, l'alfabeto samaritano. Dopo la caduta dell'impero persiano gli ebrei iniziarono ad usare entrambi gli alfabeti, salvo poi assestarsi sull'aramaico quadratico.

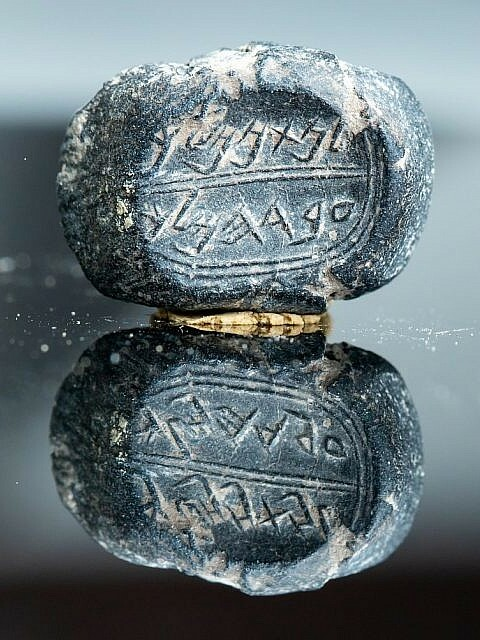
Un anello con sigillo in paleo-ebraico rinvenuto nella Città di Davide a Gerusalemme

Nel corso del tempo l'alfabeto paleo-ebraico andò sviluppando numerosi tratti corsivi, mentre le caratteristiche lapidarie tipiche dell'alfabeto fenicio divennero meno marcate. Ciò potrebbe indicare che l'abitudine di erigere steli ai sovrani e di offrire iscrizioni votive alle divinità non era molto diffusa in Israele. Anche le incisioni dell'VIII secolo presentano alcuni elementi tipici della scrittura corsiva, come le sfumature, che sono particolarità della scrittura con inchiostro e stilo. Alcuni esempi di incisioni con queste caratteristiche sono l'iscrizione di Siloam, numerose iscrizioni tombali a Gerusalemme, gli amuleti di Ketef Hinnom, le centinaia di sigilli ebraici datati al periodo tra l'VIII e il VI secolo e il rotolo del Levitico rinvenuto a Tel Qumran. Tra i reperti in cui la tendenza allo stile corsivo è più evidente vi sono le lettere di Lachish, missive spedite da un officiale del governo di Lachish appena prima della distruzione del primo tempio nel 586 a.C. Un'iscrizione simile ma leggermente precedente (circa 620 a.C.) è presente su un ostrakon dissotterrato vicino a Yavne, contenente una richiesta di indennizzo da parte di un contadino per la confisca del suo mantello, ritenuta dal lui ingiusta.

### Declino e sopravvivenza
Dopo la conquista babilonese della Giudea, quando la maggior parte dei nobili era stata esiliata, l'alfabeto paleo-ebraico continuò a essere usato da chi era rimasto. A questo periodo risalgono le maniglie di una giara ritrovate a Gabaon, sulle quali erano incisi nomi di viticoltori. Dal V secolo in avanti l'Aramaico e il suo sistema di scrittura diventarono un mezzo di comunicazione ufficiale. Il paleo-ebraico era ancora in uso presso gli scribi.
Questo alfabeto era ritenuto un sistema di scrittura arcaicizzante e conservativo. Se ne trova ancora qualche esempio in alcuni testi della Torah dei rotoli del Mar Morto, risalenti al I o al II secolo a.C.:i manoscritti 4Q12, 6Q1: Genesi. 4Q22: Esodo. 1Q3, 2Q5, 4Q11, 4Q45, 4Q46, 6Q2, e il rotolo del Levitico (11QpaleoLev). In alcuni testi di Qumran YHWH è scritto in paleo-ebraico, mentre il resto in aramaico quadrato. La grande maggioranza delle monete coniate durante il regno degli Asmonei, la prima guerra giudaica e la rivolta di Bar Kokhba presentano incisioni in paleo-ebraico. L'alfabeto paleo-ebraico cadde definitivamente in disuso solamente dopo il 135 d.C.

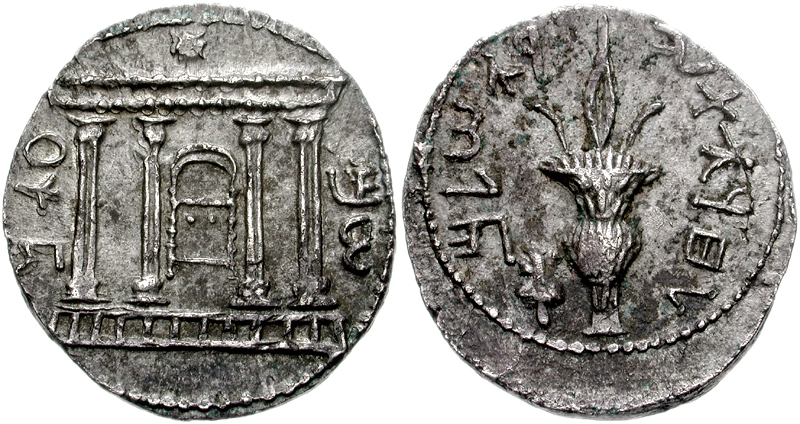
Una moneta coniata durante la rivolta di Bar Kokhba con incisioni in paleo-ebraico; la dicitura arreca la scritta Anno due della libertà di Israele

## Eredità

### Alfabeto Samaritano

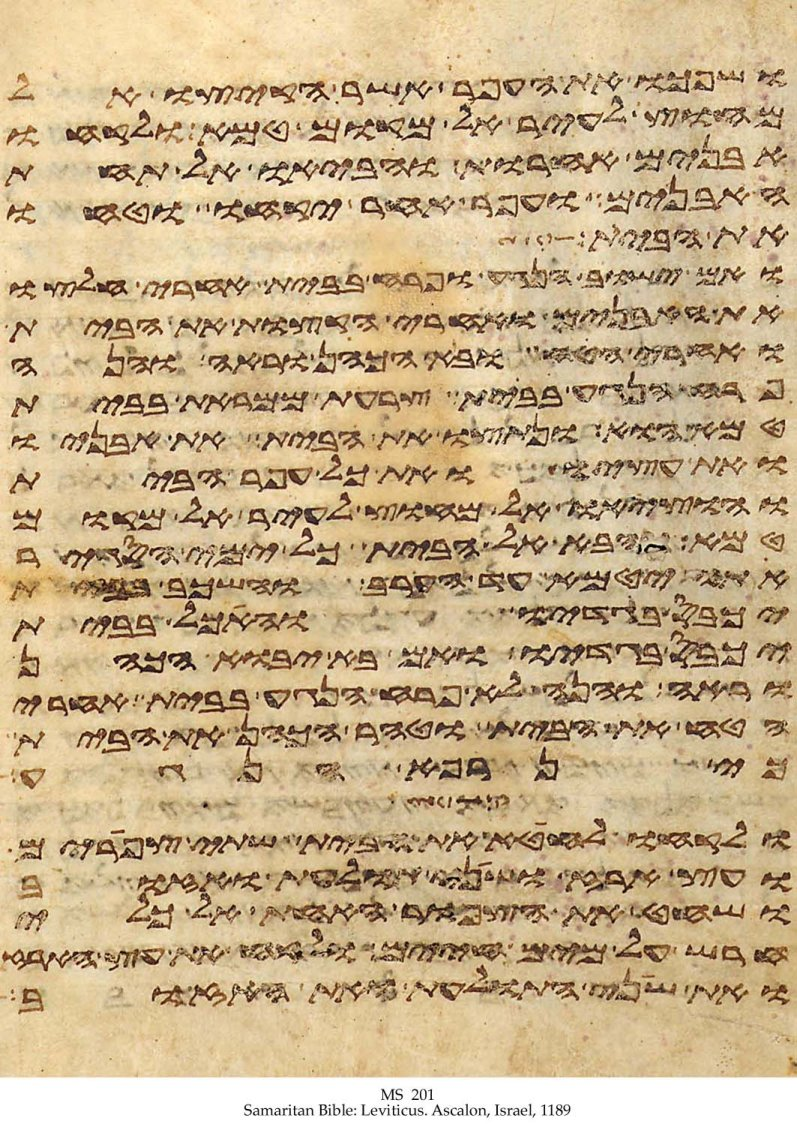
Una pagina della versione samaritana del Levitico

L'alfabeto paleo-ebraico continuò a essere usato dai Samaritani e nel corso del tempo si sviluppò fino a diventare l'alfabeto samaritano. I samaritani hanno continuato a scrivere l'ebraico e l'aramaico con questo sistema di scrittura fino ai nostri giorni.

### Talmud Babilonese
Nelle saghe talmudiche non si trova una presa di posizione univoca nei confronti del paleo-ebraico. Alcuni sostenevano che esso fosse l'originale sistema di scrittura degli israeliti al tempo dell'esodo, altri invece credevano che fosse solamente una misura temporanea nel periodo in cui il ktav ashuri (l'alfabeto ebraico) era andato perso. Secondo entrambe le opinioni lo scriba Esdra lo introdusse (o reintrodusse) come sistema di scrittura primario per la lingua ebraica. Gli argomenti a favore o a sfavore di queste opinioni sono radicati nella tradizione ebraica.
Una terza linea di pensiero nel Talmud ritiene che l'alfabeto ebraico non fosse mai cambiato. Sembrerebbe che il saggio che espresse questa opinione ritenesse che l'alfabeto paleo-ebraico, nonostante le molte prove a favore, non fosse mai esistito. La sua presa di posizione deriva da un verso della scrittura che fa riferimento alla forma della lettera vav. Il saggio sostiene inoltre che, a causa del comandamento di copiare un rotolo della Torah direttamente da un altro, l'alfabeto non avrebbe mai potuto essere stato modificato. La sua opinione fu accettata da alcuni primi studiosi ebraici e rigettata da altri, parzialmente perché era possibile scrivere la Torah in greco.

### Uso contemporaneo
Oggigiorno l'uso del paleo-ebraico in Israele è trascurabile.Tuttavia, talvolta, questo alfabeto è utilizzato per dare un tocco di antichità, per esempio sulla moneta da uno shekel (su cui è inciso 𐤉𐤄𐤃 "Giudea") e sul logo della città di Nahariya (Deuteronomio 33:24 𐤁𐤓𐤅𐤊 𐤌𐤁𐤍𐤉𐤌 𐤀𐤔𐤓 "Benedetto sia Asher tra i figli di Israele").

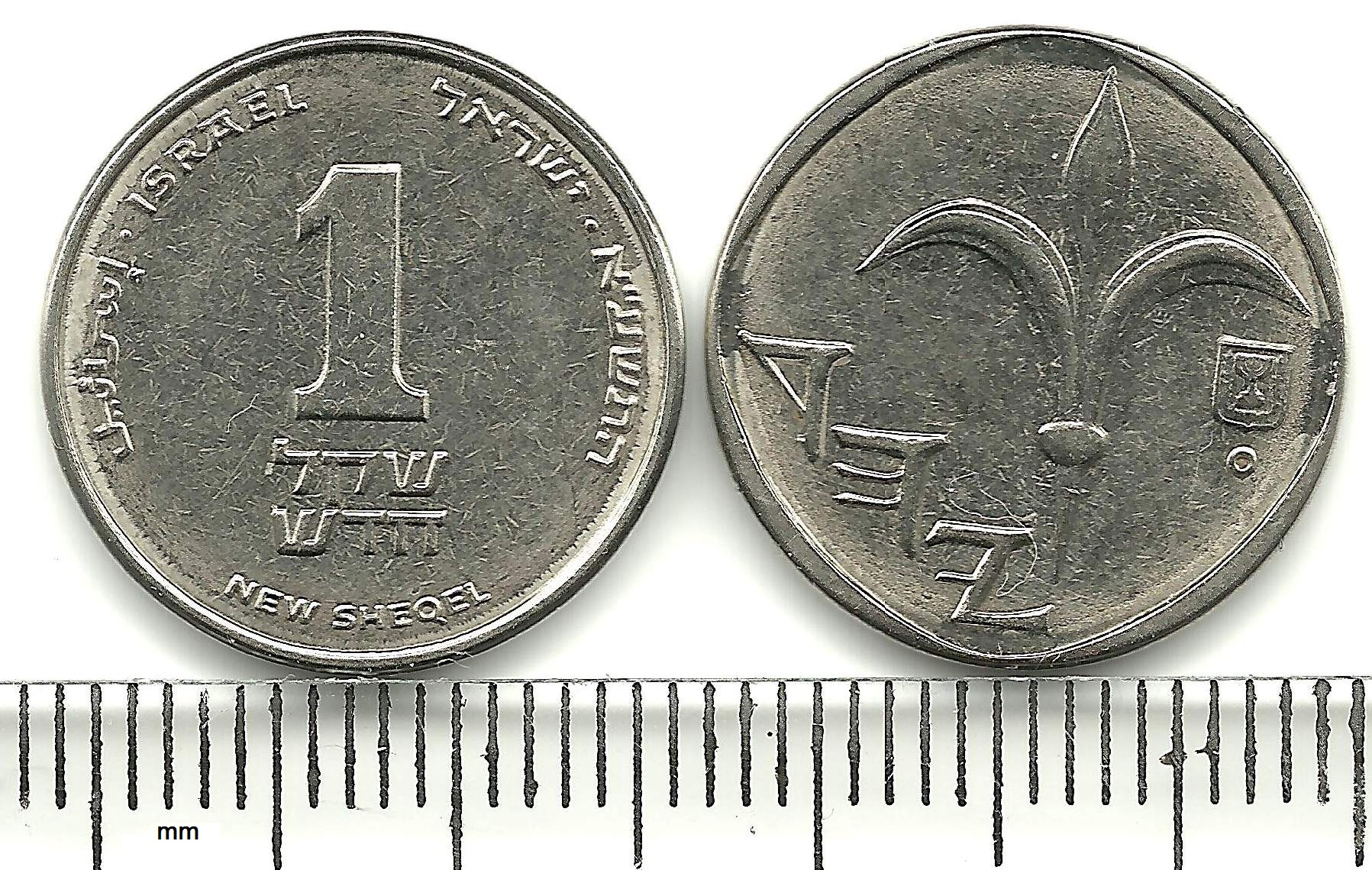
YHD (𐤉𐤄𐤃, Giudea), inciso sulla moneta da 1 shekel (1986)

### Archeologia
Nel 2019, durante alcuni scavi nella Città di David, l'autorità israeliana per le antichità ha dissotterrato un sigillo risalente circa al VI secolo a.C. contenente iscrizioni in paleo-ebraico. Si ritiene che sia appartenuto a un certo "Nathan-Melech", un ufficiale della corte di re Giosia.

## Caratteri
I caratteri fenici e paleo-ebraici non furono mai standardizzati e ne sono state trovati di varie forme. Durante il periodo tra il IX e il VI secolo è osservabile una certa predilezione per il corsivo. Non c'è alcuna differenza tra le forme delle lettere dei due alfabeti. La distinzione tra i due avviene in base alla lingua dell'iscrizione o, se questa non può essere dedotta, al luogo del ritrovamento: lungo la costa l'alfabeto è considerato fenicio, mentre sugli altopiani paleo-ebraico.
| Lettera  | Lettera | Nome  | Significato             | Fonema | Origine | Lettera corrispondente in | Lettera corrispondente in |
| Immagine | Unicode | Nome  | Significato             | Fonema | Origine | Samaritano                | Ebraico                   |
| -------- | ------- | ----- | ----------------------- | ------ | ------- | ------------------------- | ------------------------- |
|          | 𐤀       | ʾālep | testa di bue            | ʾ [ʔ]  | 𓃾       | ࠀ                         | א                         |
|          | 𐤁       | bēt   | casa                    | b [b]  | 𓉐       | ࠁ                         | ב                         |
|          | 𐤂       | gīml  | arma da lancio/cammello | g [ɡ]  | 𓌙       | ࠂ                         | ג                         |
|          | 𐤃       | dālet | porta                   | d [d]  | 𓇯       | ࠃ                         | ד                         |
|          | 𐤄       | hē    | finestra/giubilo        | h [h]  | 𓀠       | ࠄ                         | ה                         |
|          | 𐤅       | wāw   | uncino                  | w [w]  | 𓏲       | ࠅ                         | ו                         |
|          | 𐤆       | zayin | pugnale                 | z [z]  | 𓏭       | ࠆ                         | ז                         |
|          | 𐤇       | ḥēt   | cortile/muro            | ḥ [ħ]  | 𓉗/𓈈     | ࠇ                         | ח                         |
|          | 𐤈       | ṭēt   | ruota                   | ṭ [tˤ] | 𓄤?      | ࠈ                         | ט                         |
|          | 𐤉       | yōd   | mano                    | y [j]  | 𓂝       | ࠉ                         | י                         |
|          | 𐤊       | kāp   | palmo di mano           | k [k]  | 𓂧       | ࠊ                         | כ                         |
|          | 𐤋       | lāmed | pungolo                 | l [l]  | 𓌅       | ࠋ                         | ל                         |
|          | 𐤌       | mēm   | acqua                   | m [m]  | 𓈖       | ࠌ                         | מ                         |
|          | 𐤍       | nūn   | pesce                   | n [n]  | 𓆓       | ࠍ                         | נ                         |
|          | 𐤎       | sāmek | pilastro                | s [s]  | 𓊽       | ࠎ                         | ס                         |
|          | 𐤏       | ʿayin | occhio                  | ʿ [ʕ]  | 𓁹       | ࠏ                         | ע                         |
|          | 𐤐       | pē    | bocca                   | p [p]  | 𓂋       | ࠐ                         | פ                         |
|          | 𐤑       | ṣādē  | ?                       | ṣ [sˤ] | ?       | ࠑ                         | צ                         |
|          | 𐤒       | qōp   | ?                       | q [q]  | ?       | ࠒ                         | ק                         |
|          | 𐤓       | rēš   | testa                   | r [r]  | 𓁶       | ࠓ                         | ר                         |
|          | 𐤔       | šīn   | dente                   | š [ʃ]  | 𓌓       | ࠔ                         | ש                         |
|          | 𐤕       | tāw   | marchio                 | t [t]  | 𓏴       | ࠕ                         | ת                         |